# Adolf Ulrich (Landrat)
Adolf Ulrich (geboren am 29. August 1829 in Hersfeld; gestorben am 2. August 1911) war ein preußischer Verwaltungsbeamter und von 1871 bis 1873 vertretungsweise preußischer Landrat des Kreises Saarbrücken.

## Leben
Der Protestant Adolf Ulrich trat 1852 als Praktikant in den Dienst des kurfürstlich hessischen Landratsamtes Witzenhausen, von wo er 1854 nach Marburg wechselte. Dort war er bei der Polizeidirektion bzw. der Regierung / dem Konsortium beschäftigt. 1858 als Kreissekretär in Gelnhausen tätig, trat er mit dem Übergang des Kurfürstentums an Preußen 1866 in den preußischen Verwaltungsdienst über. 1869 zum Regierungsassessor ernannt, wechselte er 1870 in den Bereich der Rheinprovinz. Als Mitarbeiter bei der Königlich Preußischen Regierung in Trier 1871 zum Regierungsrat ernannt, vertrat er im Auftrag seines Dienstherren ab dem 19. Juli 1871 den amtierenden Landrat des Kreises Saarbrücken, Franz von Gaertner. Ulrich blieb in Saarbrücken über den Tod Gaertners am 20. September 1872 hinaus, bis zum Dienstantritt dessen Nachfolgers, Ludwig von Geldern am 6. März 1873.
1875 in unveränderter Stellung als Regierungsrat an die Regierung in Arnsberg versetzt, wurde Ulrich 1890 mit der Charakterisierung als Geheimer Regierungsrat von höchster Stelle geehrt, bevor er 1891 in den Ruhestand trat.